# Syrittosyrphus
Syrittosyrphus là một chi ruồi trong họ Syrphidae.